# Həzrə (Qəbələ)
S
Həzrə è un comune dell'Azerbaigian situato nel distretto di Qəbələ. Conta una popolazione di 324 abitanti.